# أبو صير (برج العرب)
قرية أبو صير هي إحدى القرى التابعة لمركز برج العرب في محافظة الإسكندرية في جمهورية مصر العربية. حسب إحصاءات سنة 2018، بلغ إجمالي السكان في أبو صير 3,954 نسمة، منهم 2,167 رجل و 1,787 امرأة.